# Fascisme chrétien

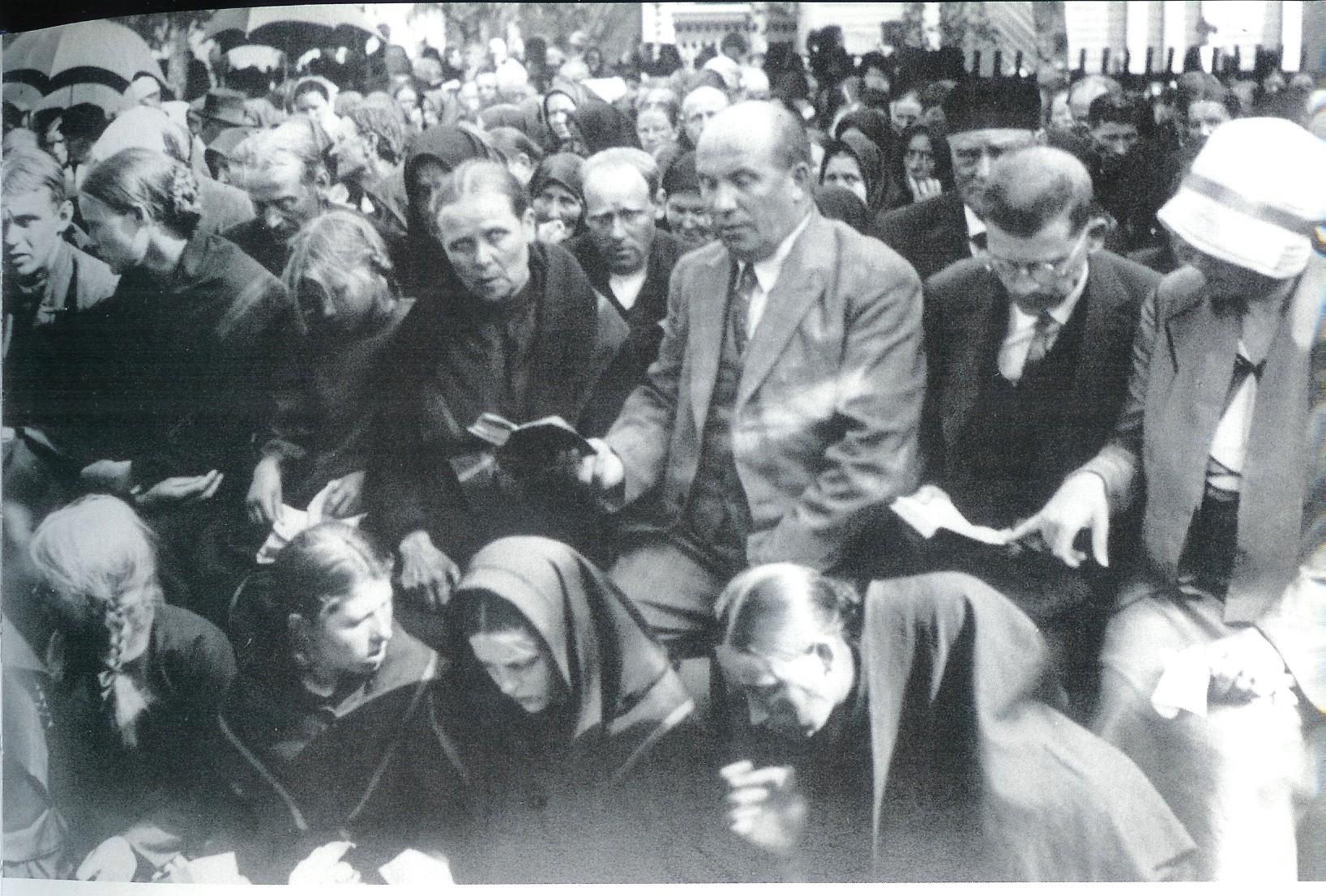
Le mouvement de Lapua en train de prier, avec Vihtori Kosola au centre.

Le fascisme chrétien est une idéologie d'extrême droite dénotant un carrefour entre le fascisme et le christianisme. Il est parfois appelé le "Christofascisme", un néologisme ayant été inventé par la théologienne Dorothee Sölle en 1970,,.

## Interprétation de Sölle
Tom Faw Driver, le Professeur émérite de Paul Tillich à l'Union Theological Seminary, s'inquiéta de ce "que l'adoration de Dieu en Christ ne divise pas le chrétien du juif, l'homme de la femme, le clergé de la laïcité, le blanc du noir, ou le riche du pauvre." Selon lui, le christianisme est en danger constant de christofascisme. Il déclara que "[nous] craignons le christofascisme, que nous percevons comme la direction politique de toutes les tentatives de placer le Christ au centre de la vie sociale et de l'histoire" et que "[la plupart] des enseignements cléricaux concernant le Christ sont devenus dictatoriaux en son sein et prépare la société au fascisme américain",.
Le christofascisme "disposant ou permettant aux chrétiens de s'imposer, non seulement d'autres religions, mais d'autres cultures, ainsi que des partis politiques qui ne se rangent pas sous la bannière du le Christ final, normatif, victorieux" - tel que Paul Francis Knitter décrit la philosophie de Sölle,.

## Christomonisme
Douglas John Hall, Professeur de théologie chrétienne à l'Université McGill, relate le concept du Christofascisme au Christomonisme de Sölle, terminant inévitablement par le triomphalisme religieux ainsi que l'exclusivité, remarquant l'observation du Fondamentalisme chrétien américain par Sölle, l'ayant mené à conclure que le Christominisme mène aisément au Christofascisme, et que la violence n'est jamais bien loin du militant christomoniste. (Le Christomonisme n'accepte qu'une seule personne divine, Jésus-Christ, plutôt que la Trinité.) Il déclare qu'il a été démontré que la Christologie surdivinisée de la Chrétienté est fausse en raison de son "antijudaïsme quasiment intégral". Il suggère que le meilleur moyen de se protéger revient aux chrétiens, ne devant pas négliger l'humanité du Christ en faveur de sa divinité, et se rappeler que le Christ lui-même était juif,.

## Histoire et politique américaine
Chris Hedges et David Neiwert affirment que les origines du christofascisme américain remontent à la Grande Dépression, lorsque les Américains épousèrent certaines formes de fascisme pour la première fois, ce dernier étant "explicitement 'chrétien' par nature". Hedges rédigea que "les prêcheurs fondamentalistes tel que Gerald Burton Winrod et Gerald Lyman Kenneth Smith fusionnèrent les symboles nationaux et chrétiens afin de prôner la première forme sommaire de christofascisme du pays". Hedges pense également que William Dudley Pelley fut un autre défenseur important du christofascisme. Néanmoins, certains historiens soutinrent la présence du fascisme chrétien aux États-Unis d'avant la guerre de Sécession. 
A la fin des années 1950, certains adhérents de ces philosophies fondèrent la John Birch Society, dont les positions politiques ainsi que la rhétorique influencèrent grandement les dominionistes modernes. De même, le mouvement Posse Comitatus fut fondé par d'anciens associés de Pelley et Smith. Les années 1980 virent la fondation du Council for National Policy ainsi que de Moral Majority, deux organisations poursuivant la tradition, tandis que le mouvement des miliciens ainsi que le patriot movement s'efforcèrent de maintenir la philosophie au sein des années 1990. 
Les incidents de la violence anti-avortement, y compris l'Attentat du parc du Centenaire ainsi que les attentats à la bombe de Birmingham ayant été perpétrés par Eric Rudolph et l'assassinat de George Tiller au sein de son église à Wichita en 2009, furent aussi considérés comme actes ayant été motivés par le christofascisme,. 
L'usage de ce terme fut controversé en 2007 lorsque Melissa McEwan, une blogueuse du candidat John Edwards, fit référence aux conservateurs religieux en les qualifiant de "Christofascistes" sur son blog personnel,.

## Critique de l'usage du terme
Le militant des droits de l'homme pacifiste George Hunsinger, directeur du Centre d'Études de Barth au Princeton Theological Seminary, considère l'accusation réelle de "fascisme" comme une attaque théologique sophistiquée sur la représentation biblique de Jésus. Il pense que la perception du Christ étant accusé de christofasciste est en réalité "Jésus-Christ tel qu'il est décrit dans les Saintes Écritures". Hunsinger compare sa compréhension favorite de Jésus-Christ à la "Christologie non normative" proclamant elle-même les anti-christofascistes comme alternative, qu'il critique de relativisme extrême réduisant le Christ à "un objet de simple préférence personnelle et de lieu culturel". Hunsinger pense que ce relativisme contribuerait aux mêmes problèmes que Karl Barth perçut au sein de l'église chrétienne allemande pendant le siècle dernier. Le conflit des croisades contre les hussites médiévales menèrent certains historiens contemporains à condamner leurs méthodes comme fascistes. 

### Movements fascistes chrétiens en Europe et aux États-Unis remontant à la seconde guerre mondiale
- Falange Española Tradicionalista y de las Juntas de Ofensiva Nacional Sindicalista
- Chrétiens allemands
- Garde de fer
- Ligue de défense national-chrétienne
- Mouvement patriotique (Finlande)
- Rex (parti politique)
- Silver Shirts
- Oustachis